# کالج فن‌شوو
کالج هنرهای کاربردی و فن‌شاو، که معمولاً به کالج فن‌شوو خلاصه می‌شود، یک کالج عمومی در جنوب غربی انتاریو، کانادا است. یکی از بزرگترین کالج‌های کانادا و دارای پردیس‌هایی در لندن، سیمکو، سنت توماس و وودستاک است. کالج هنرهای کاربردی و فن‌شاو تقریباً ۴۳۰۰۰ دانشجو دارد و بیش از ۲۰۰ برنامه آموزش عالی را ارائه می‌دهد.
کالج فن‌شوو در سال ۲۰۱۸ پنجمین مدرسه خود را با نام مدرسه هنرهای دیجیتال و نمایشی تأسیس کرد و برنامه‌های خلاقانه‌ای را که قبلاً توسط دانشکده رسانه‌های معاصر و مدرسه طراحی ارائه شده بود، ارائه می‌کرد.